# The Lowdown (сериал)
The Lowdown (букв. «Подноготная») — предстоящий американский телесериал, созданный Стерлин Харджо для канала FX. Главную роль в сериале исполнил Итан Хоук.
Премьера запланирована на 23 сентября 2025 года. Ранее сериал назывался «The Sensitive Kind».

## Сюжет
Действие сериала происходит в городе Талса, штат Оклахома, в котором живёт человек, «который слишком много знает». Главный герой сериала, Ли Рэйбон, во многом основан на биографии Ли Роя Чепмена.

## В ролях
- Итан Хоук — Ли Рэйбон
- Кит Дэвид — Марти
- Сиена Ист
- Джинн Трипплхорн — Бетти Джо
- Тим Блейк Нельсон — Дэйл Уошберг
- Скотт Шепард
- Трейси Леттс
- Кайл Маклахлан — Дональд Уошберг
- Мэйкон Блэр
- Каниетио Хорн — Саманта
- Коди Лайтнинг
- Майкл Хичкок
- Райан Кира Армстронг — Фрэнсис

## Производство
В феврале 2024 года американский телеканал FX анонсировал пилотный выпуск драмы под названием The Sensitive Kind, созданный и спродюсированный Стерлин Харджо, с Итаном Хоуком в главной роли. Хоук стал исполнительным продюсером вместе с Гарретом Башем, а продюсировал сериал FX Productions. В мае 2025 года сериал получил название The Lowdown.
Пилотный эпизод был снят в Оклахоме в апреле и мае 2024 года. В актёрский состав вошли Кит Дэвид, Сиена Ист, Джинн Трипплхорн, Тим Блейк Нельсон, Скотт Шепард, Трейси Леттс, Кайл МакЛахлан и Мэйкон Блэр, а также Каниэхтио Хорн, Киллер Майк, Коди Лайтнинг, Майкл Хичкок и Райан Кира Армстронг. Сериал был заказан FX в октябре 2024 года. Основные съёмки начались 10 февраля 2025 года. Адам Стоун стал оператором сериала.
Премьера сериала ожидается на канале FX 23 сентября 2025 года. На международном рынке он будет показан на сервисе Disney+.